# 綾部市立上林中学校
綾部市立上林小学校・中学校（あやべしりつ かんばやししょうがっこう・ちゅうがっこう）は、京都府綾部市八津合町片山にある公立小学校・中学校の小中一貫校。

## 沿革
- 昭和22年5月5日 - 中上林村立中上林中学校、奥上林村立奥上林中学校開校式。
- 昭和23年8月24日 - 育友会結成。同年12月、奥上林中学校校舎新築。
- 昭和24年4月1日 - 口・中・奥上林中学校を廃し、三村組合立上林中学校開校。
- 昭和27年12月 - 東校舎焼失。
- 昭和28年9月25日 - 3号台風により、大規模被災。
- 昭和28年11月4日 - 完全給食開始。
- 昭和30年4月10日 - 町村合併により綾部市立上林中学校と改称。同年5月1日、新校舎へ移転完了。
- 2002年（平成14年） - 環境教育推進校「京のエコスクール」に指定される（2003年度まで）。

## 通学区域
- 綾部市
  - 睦合町・八津合町・五津合町・五泉町睦寄町・故屋岡町・光野町・老富町

綾部市立上林小学校の通学区域と同じ。

## 周辺
由良川の支流、上林川の中流域。
- 綾部市立上林小学校
- 八津合郵便局
- 上林川

## アクセス
- あやべ市民バス上林線 上林中学校前にて下車
- 京都府道1号小浜綾部線沿い